# Giuseppe Favale
Giuseppe Favale (ur. 29 lutego 1960 w Palagiano) – włoski duchowny katolicki, biskup Conversano-Monopoli od 2016.

## Życiorys
Święcenia kapłańskie otrzymał 6 lipca 1985 i został inkardynowany do diecezji Castellaneta. Po święceniach przez wiele lat pracował jako duszpasterz przy katedrze, jednocześnie pełniąc funkcje m.in. ceremoniarza biskupiego, kanclerza kurii, wikariusza sądowego oraz wikariusza generalnego diecezji. W 2011 został ojcem duchownym regionalnego seminarium w Molfetcie.
5 lutego 2016 papież Franciszek mianował go ordynariuszem diecezji Conversano-Monopoli. Sakry biskupiej udzielił mu 9 kwietnia 2016 biskup Claudio Maniago.